# Ephesia ariana
Ephesia ariana là một loài bướm đêm trong họ Noctuidae.